# Batalla de San Pedro (1896)
La Batalla de San Pedro fue un hecho militar acaecido en las inmediaciones de la finca del mismo nombre, cerca del poblado de Punta Brava, a las afueras de Marianao, provincia de La Habana, el 7 de diciembre de 1896, durante la Guerra Necesaria (1895-1898) por la independencia de Cuba.

## Contexto histórico
La tercera guerra por la independencia de Cuba estalló en la primavera de 1895. Tras varios meses organizándose y fortaleciéndose, las fuerzas independentistas cubanas determinaron la creación de un contingente invasor que debía extender la guerra hasta el último confín de la isla.
En octubre de ese año, el Ejército Invasor partió desde Mangos de Baraguá, en el Oriente cubano, compuesto por varios miles de hombres mal armados y encabezados por los Mayores generales Máximo Gómez y Antonio Maceo. En enero de 1896, las tropas libertadoras alcanzaron el último extremo de la provincia de Pinar del Río, en el Occidente del país.
Habiendo logrado su cometido, el General Gómez tomó una parte de las tropas que habían participado en la invasión y marchó en dirección opuesta, dejando al General Maceo con el resto de los hombres para realizar nuevas acciones militares en Pinar del Río. En el transcurso de ese año, ambos generales cubanos obtuvieron importantes victorias en sus respectivas campañas.
Sin embargo, hacia finales de 1896, ocurrieron una serie de discrepancias y tensiones dentro del gobierno de la República de Cuba en Armas, lo cual conllevó al General Gómez a solicitar la intervención personal de Maceo en la disputa.
El General Maceo, sumamente preocupado por esta situación, marchó apresuradamente hacia el Oriente del país, saliendo de Pinar del Río y entrando en la provincia de La Habana, con la intención de seguir atravesando el resto de la isla para alcanzar el extremo oriental, donde se hallaba el gobierno independentista cubano.
Encontrándose en territorio habanero, Maceo y sus hombres alcanzaron la finca «San Pedro», muy cerca del poblado de Punta Brava, a las afueras de Marianao, pequeña ciudad cercana a la capital del país, La Habana. En este contexto, aconteció la batalla que narra este artículo.

## Consecuencias
Con la muerte de Antonio Maceo, los cubanos perdían a uno de sus mejores generales, lo cual supuso un debilitamiento sensible para el Ejército Mambí y cierta desmoralización entre las tropas.
En lo personal, el General Máximo Gómez perdió a su hijo más querido y a su mejor amigo en la misma batalla, lo cual se expresó en un cierto pesimismo de Gómez por aquellos días.
No obstante y, a pesar de estas pérdidas, la guerra continuó hasta 1898 y concluyó con la victoria cubana, con la ayuda de los Estados Unidos.